# Vélorail du Val du Haut-Morin
Le Vélorail du Val du Haut-Morin est une activité de loisirs situé sur la commune de La Ferté-Gaucher en Seine-et-Marne au cœur de la vallée du Grand Morin. Activité ludique et familiale, elle est surtout unique en région Île-de-France.

## Histoire du vélorail
Le vélorail est une technologie qui a émergé lors du périple transibérien à vélorail, en 1930, de l'ouvrier français Lucien Péraire, qui a atteint Irkoutsk par les voies du trans-sibérien sur la bicyclette qu'il avait modifiée au bord de la Volga, au Tatarstan.

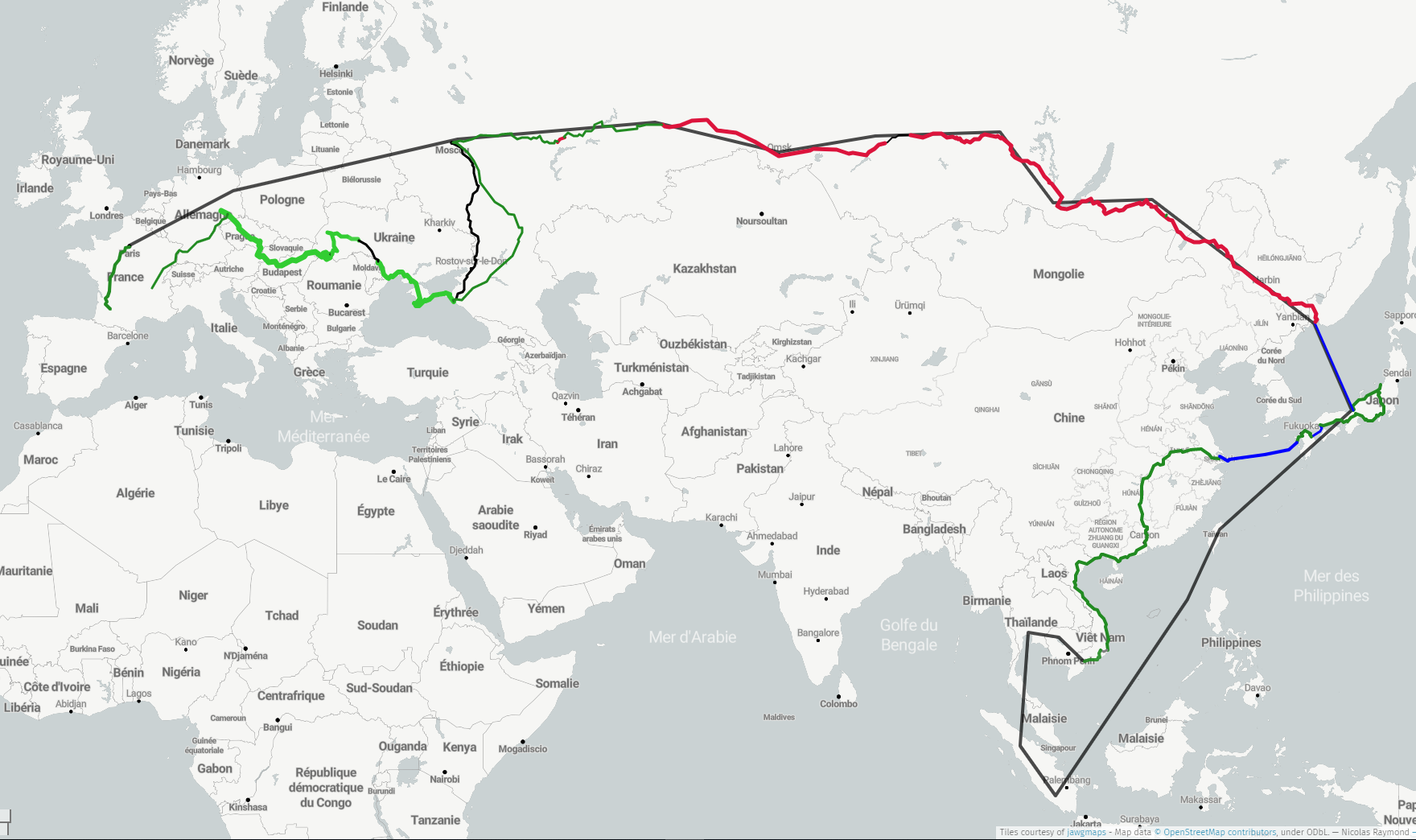
Itinéraire de Lucien Péraire lors de son voyage en 1928-1932.

## Histoire de la ligne
Le Vélorail du Val du Haut-Morin à La Ferté-Gaucher est situé sur l'ancienne voie ferrée qui reliait autrefois Paris à Sézanne. Inaugurée en 1885, la voie ferrée participait à l'essor économique de la région en transportant des denrées agricoles vers la capitale. À partir des années 50, la ligne perd progressivement son importance. Le trafic passager s'arrête en 1972 puis la ligne est déclassée en 1990.

## L'Espace naturel sensible
Le Vélorail de La Ferté-Gaucher est situé au cœur d'un espace naturel sensible, le Val du Haut-Morin. Crée en 2007 par le Conseil général de Seine-et-Marne, les objectifs sont la sauvegarde, la valorisation et l'ouverture au public d'espaces où les ecosystèmes s'épanouissent naturellement. La Seine-et-Marne compte à l'heure actuelle 21 espaces naturels sensibles ouverts au public. L'animation de ces espaces est confiée au département via la Maison de l'environnement ou à diverses associations départementales. Dans le cadre de l'espace naturel sensible du Val du Haut Morin, l'animation se fait en partie grâce au vélorail géré par la Maison du Tourisme de La Ferté-Gaucher.

## Le parcours
Le départ se fait depuis la Maison du Tourisme en centre ville de La Ferté-Gaucher où un petit train emmène les visiteurs jusqu'au vélorail en empruntant l'ancien tracé de la voie ferrée aujourd'hui reconverti en sentier pédestre.
Le départ en vélorail se fait quelques kilomètres plus loin, dans la gare du vélorail totalement réhabilitée par le Conseil général de Seine-et-Marne. Le vélorail est aménagé sur un tronçon de voie ferrée de 6,5 km réhabilité entre les communes de Lescherolles et Meilleray. La voie ferrée longe le Grand Morin jusqu'à la commune de Meilleray.

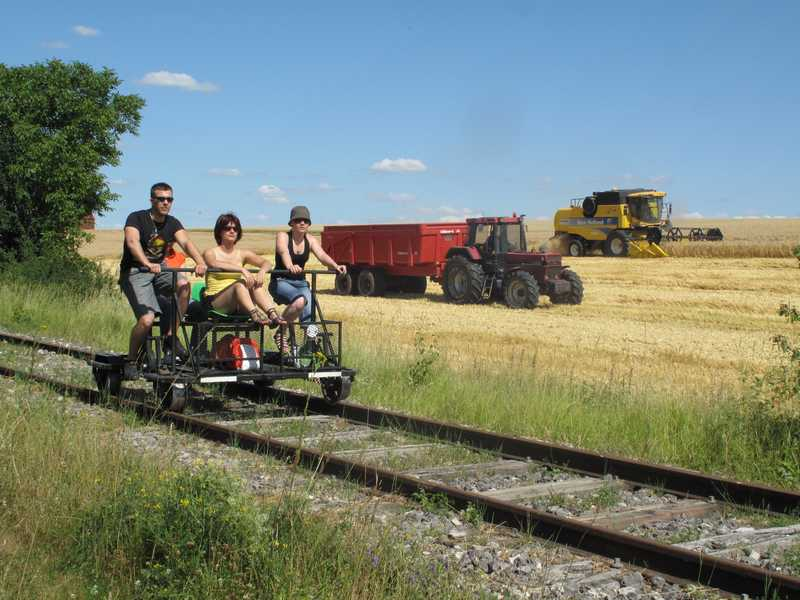
Balade en Vélorail au cœur d'un Espace Naturel Sensible
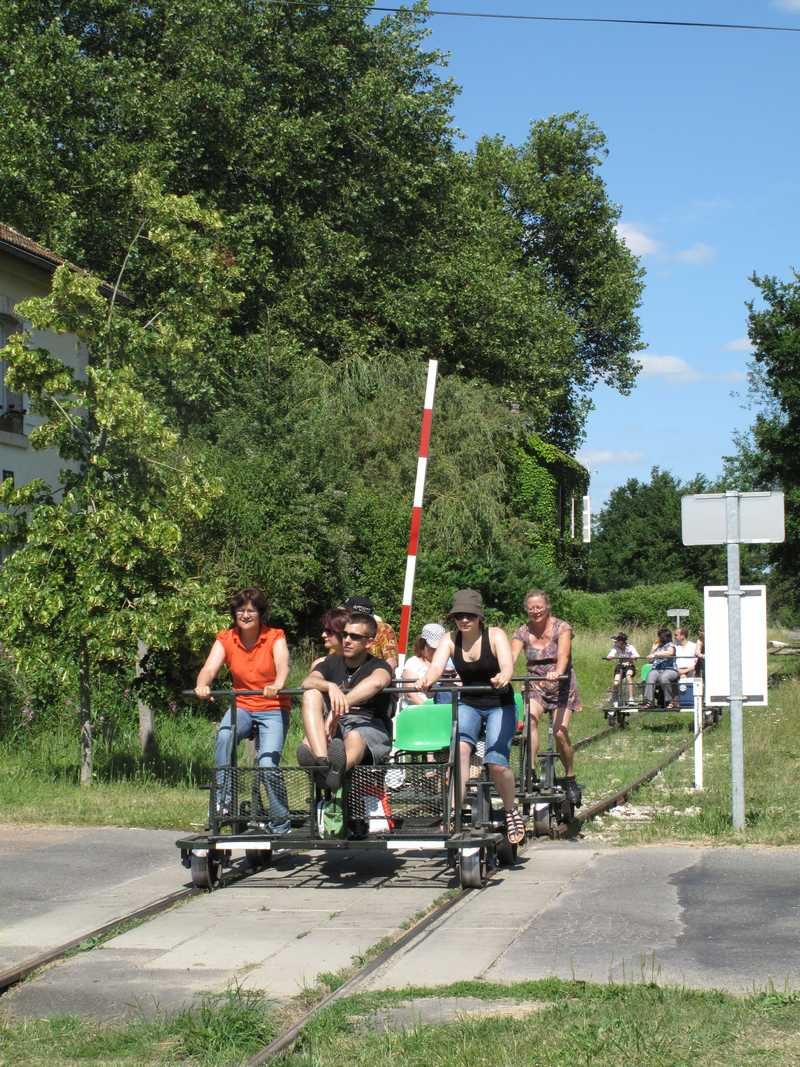
Balade en Vélorail en Seine-et-Marne
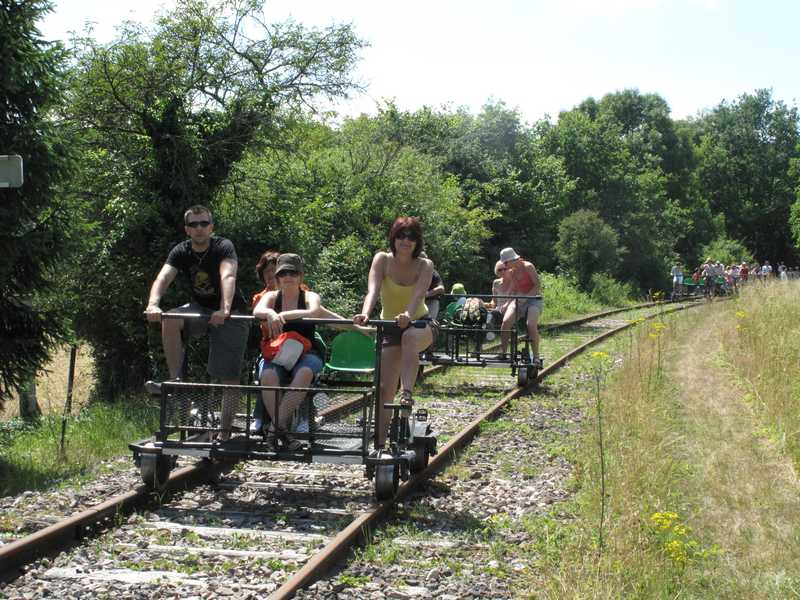
6,5 km de balade ludique en famille sur une ancienne voie ferrée

Le parcours du vélorail est un aller-retour sur la même voie. Afin d'éviter aux vélorails de se croiser, les départs s’effectuent à horaires fixe.

## Les vélorails (ou cyclodraisines)
Les vélorails ou cyclodraisines sont des véhicules ferroviaires équipés de 4 roues qui avancent grâce à la force de ses passagers. Ils sont équipés de pédaliers comme sur un vélo d'où son nom. Ils permettent d'accueillir 5 personnes, dont 2 sont assises sur les selles afin de pédaler. Le parcours ne présentant pas de dénivelé, l'effort physique n'est pas très important. Les cyclo draisines sont tout de même équipées de 4 freins disposés sur les 4 roues permettant ainsi un freinage rapide et efficace.
Le vélorail du Val du Haut-Morin dispose de 14 vélorails.